# 주투르크메니스탄 대한민국 대사관
주투르크메니스탄 대한민국 대사관(투르크멘어: Koreýa Respublikasynyň Türkmenistandaky ilçihanasy, 러시아어: Посольство Республики Корея в Туркменистане)은 2007년 투르크메니스탄 아시가바트에 개설된 대한민국 외교부 소속의 대사관이다.

## 역사
대한민국과 투르크메니스탄은 1992년 2월 7일 외교 관계를 수립하였다. 그러나 2006년 사파르무라트 니야조프 대통령 집권기까지 양국 간 인적 교류 및 협력 수준은 미미했다. 그러나 2007년 2월 구르반굴리 베르디무하메도프 대통령이 취임한 이후 양국 관계는 급속도로 발전했으며, 그해 6월 주투르크메니스탄 대한민국 대사관이 개설되었다. 양국은 2008년 '호혜적 동반자 관계'를 설정했다.

## 같이 보기
- 주한 투르크메니스탄 대사관
- 대한민국의 재외공관 목록
- 투르크메니스탄 주재 외국공관 목록
- 대한민국-투르크메니스탄 관계